# Kiril Văžarov
Kiril Mihajlov Văžarov (in bulgaro Кирил Михайлов Въжаров?; Sofia, 18 febbraio 1988 – Sofia, 18 aprile 2009) è stato un hockeista su ghiaccio bulgaro, di ruolo portiere.
Il suo cognome viene spesso traslitterato in Vajarov.

## Biografia
A sedici anni entrò a far parte della prima squadra dell'HK Slavia Sofia, con cui ha giocato per tutta la sua breve carriera.
Giovanissimo entrò a far parte del giro delle nazionali giovanili, partecipando nel 2004 al suo primo mondiale Under-18, cui ne seguirono altri due (nel 2005 e 2006), tutti di terza divisione. Nel 2005 fece la sua prima apparizione anche ad un mondiale Under-20; anche in questo caso le edizioni furono tre (2005, 2006 e 2007).
Entrato a far parte poi della nazionale maggiore, nel 2008 giocò per più della metà degli incontri nel mondiale di seconda divisione giocato in Romania. Prese poi parte anche all'edizione successiva giocata in casa.
Pochi giorni dopo la fine del mondiale, all'uscita di un nightclub dove stava festeggiando il compleanno di un amico, fu accoltellato a morte.

## Palmarès
- Campionato bulgaro di hockey su ghiaccio: 3

Slavia Sofia: 2004-2005, 2007-2008, 2008-2009
- Coppa di Bulgaria (hockey su ghiaccio): 2

Slavia Sofia: 2008 e 2009